# Кременчуцький клуб юних моряків «Гардемарин»
Кременчу́цький клуб юних морякі́в «Гардемари́н» — заклад позашкільного виховання Кременчуцької міської ради Полтавської області.

## Загальна характеристика
У закладі навчаються юнаки від 12 до 18 років. У вільний від навчання час вони освоюють фах «старшини шлюпки», «старшини моториста», що дає право самостійно керувати судном з двигуном потужністю до 149 к.с. Щороку у клубі навчається понад 330 курсантів. У червні та липні кожного року клуб проводить корабельно-шлюпкові походи за маршрутами Кременчук—Дніпро—Запоріжжя та Кременчук—Черкаси—Канів—Переяслав—Київ. Єдиний клуб в Україні, який здійснює мандрівки на такі відстані.
Клуб має власне приміщення, флотилію, а також водну станцію в межах міста.

## Досягнення
- Команда кременчуцького клуба юних моряків «Гардемарин» показала найкращий результат (5.57хв./1000м) в греблі на ялах, отримавши за це кубок і диплом у Всеукраїнській відкритій першості з морського багатоборства серед клубів юних моряків та флотилій, що проходила в Дніпрі 3-6 липня 2005 року.[4]
- Вихованець клубу Поставний Артем посів перше місце з бігу на 800 метрів отримавши золоту медаль у Всеукраїнській відкритій першості з морського багатоборства.